# Nécropole nationale du Pont-du-Marson
Pour les articles homonymes, voir Marson (homonymie).
La nécropole nationale du Pont-du-Marson est un cimetière militaire français de la Première Guerre mondiale situé sur le territoire de la commune de Minaucourt-le-Mesnil-lès-Hurlus, à l'est du Camp de Suippes, sur la RD 566 en direction de Massiges dans le département de la Marne.

## Historique
Ce cimetière militaire, créé en 1915, est aménagé en 1922-1923 et de 1926 à 1929 puis rénové en 1996-1997.
Il regroupe les corps trouvés dans des tombes isolées situées sur la ligne de front de Beauséjour à Ville-sur-Tourbe ainsi que des soldats inhumés dans les cimetières de :
- Médicis,
- Place d'armes,
- du calvaire,
- du centre,
- du promontoire à Massiges,
- du ravin du Marson 1, 2, 3, 4, 5, 6, 7, 7bis, 8, 8bis à Minaucourt,
- Varoquiez,
- du 410e RI à Ville-sur-Tourbe,
- de la porcherie,
- de la laiterie à Virginy,
- des Maigneux,
- Valmy,
- Auve,
- Rouvroy,
- Autry,
- Cernay-en-Dormois,
- Berzieux,
- Bouconville,
- Fontaine-en-Dormois,
- Grateuil,
- Somme-Bionne Est,
- Hans,
- Laval,
- Wargemoulin,

## Caractéristiques
Le cimetière militaire a une superficie de 4,4 ha. 21 319 soldats français y sont inhumés, dont 9 096 dans des tombes individuelles et 12 223 dans six ossuaires. 
S'y trouvent également 25 Tchèques et 2 Serbes tués au cours de la Grande Guerre. 
Un soldat français tué au cours de la Seconde Guerre mondiale y est inhumé.